# 西野謙四郎
西野 謙四郎（にしの けんしろう、旧姓：江本、1849年（嘉永2年）1月 - 1933年（昭和8年）8月12日）は、日本の実業家。銀行家。元衆議院議員。元阿波国共同汽船社長、阿波貯蓄銀行（現阿波銀行）取締役。阿波国（現・徳島県）出身。

## 経歴
藍商西野家（現・西野金陵）の娘婿となり当家をつぐ。多額納税者議員の西野嘉右衛門は妻の弟。小松島村会議員、勝浦郡会議員、阿波国共同汽船社長、阿波貯蓄銀行（現阿波銀行）取締役などを歴任、また小松島港の開発に力をつくした。1916年（大正5年）には衆議院議員（立憲政友会）になる（当選1回）。1949年（昭和8年）8月12日死去。享年85。